# Парламентские выборы в Сиаме (1937)
Парламентские выборы 1937 года в Сиаме состоялись 7 ноября и проходили в соответствии с Конституцией Сиама 1932 года. Поскольку в стране в это время не было политических партий, все кандидаты выступали как независимые. В выборах приняло участие 2 462 535 избирателей (явка составила 40,2 %).